# Římskokatolická farnost Vícov
Římskokatolická farnost Vícov je územní společenství římských katolíků v prostějovského děkanátu olomoucké arcidiecéze s farním kostelem svatého Floriána.

## Historie
První písemná zmínka o obci pochází z roku 1355.

## Duchovní správci
Od července 2017 je administrátorem excurrendo R. D. Mgr. Petr Šimara.

## Bohoslužby
| Kostel           | Místo | Bohoslužba (den) | Hodina                         | Poznámka     |
| ---------------- | ----- | ---------------- | ------------------------------ | ------------ |
| svatého Floriána | Vícov | neděle čtvrtek   | 8.00 17.00 /zima)/18.00 (léto) | Farní kostel |